# Norup Sogn

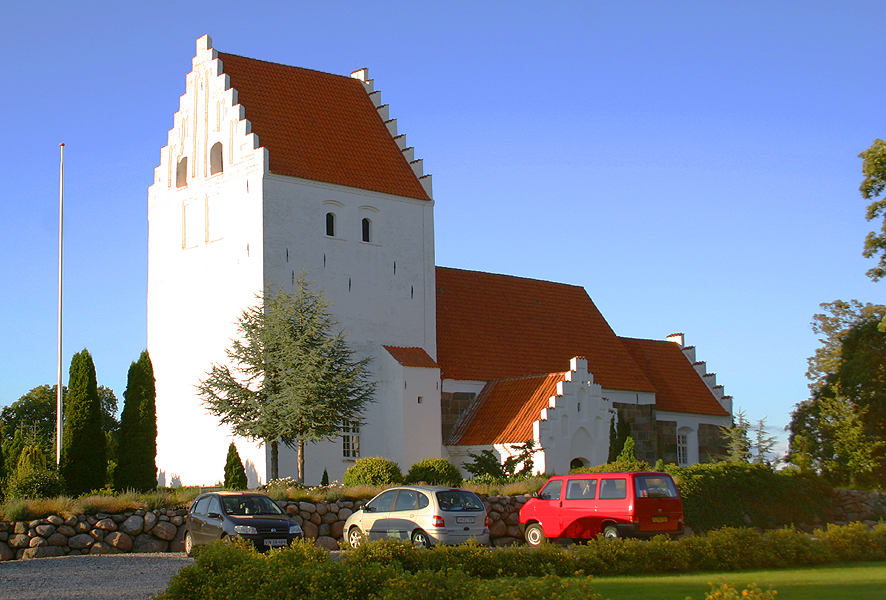
Norup Kirke

Norup Sogn ist eine Kirchspielsgemeinde (dän.: Sogn)
auf der Insel Fyn (dt.: Fünen)
im südlichen Dänemark. Bis 1970 gehörte sie zur Harde Lunde Herred im damaligen Odense Amt, danach zur Otterup Kommune im Fyns Amt, die im Zuge der Kommunalreform zum 1. Januar 2007 in der Nordfyns Kommune in der Region Syddanmark aufgegangen ist.
Im Kirchspiel leben 917 Einwohner (Stand: 1. Januar 2023). Im Kirchspiel liegt die Kirche „Norup Kirke“.
Nachbargemeinden sind im Norden Krogsbølle Sogn, im Westen Bederslev Sogn und Hjadstrup Sogn, sowie im Süden Otterup Sogn und Skeby Sogn.